# Cyclophora lundbladi
Cyclophora lundbladi là một loài bướm đêm trong họ Geometridae.